# Hülya Koçyiğit

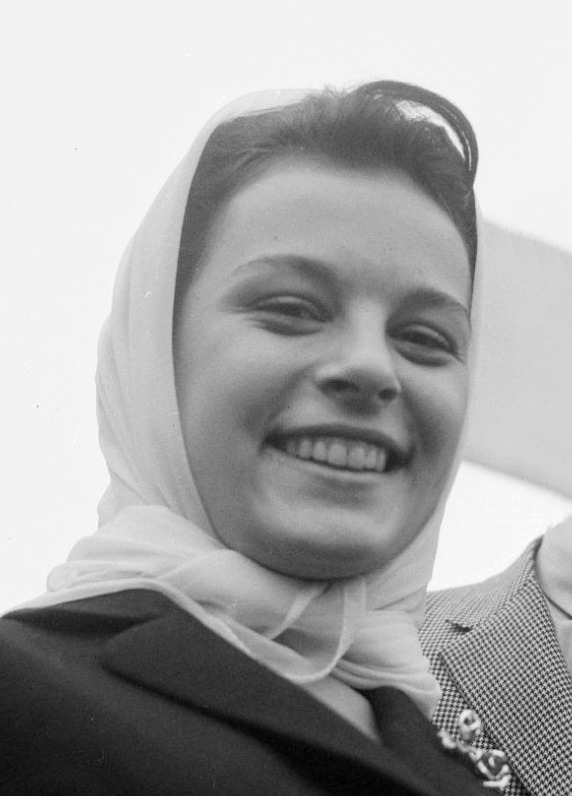
Hülya Koçyiğit (1964)

Hülya Koçyiğit (* 12. Dezember 1947 in Istanbul) ist eine bedeutende türkische Schauspielerin. Sie wurde mehrfach beim Filmfestival in Antalya ausgezeichnet und spielte in über 190 Filmen mit, die zum Teil internationale Beachtung fanden.

## Leben
Koçyiğit entstammt einer bulgarischen Einwandererfamilie. Sie wuchs in Ankara und Istanbul auf. Nach dem Schulbesuch studierte sie Ballett am Staatlichen Konservatorium in Ankara.
Erste Auftritte hatte sie in Istanbuler Theatern. Nach einem Schönheitswettbewerb debütierte sie 1964 im türkischen Film. Der Film Trockener Sommer gewann 1964 u. a. den Goldenen Bären bei den Internationalen Filmfestspielen Berlin. In der Folge spielte sie in zahlreichen, auch international beachteten, Filmen und einigen TV-Serien mit. Ab 2009 war sie Darstellerin bei der türkischen Fassung der US-amerikanischen Sitcom Golden Girls.
Im April 2013 wurde sie vom damaligen Ministerpräsidenten Recep Tayyip Erdoğan in eine „Rat der Weisen“ genannte Kommission berufen, die die damals angestrebte friedliche Beendigung des Konflikts mit der kurdischen PKK zivilgesellschaftlich begleiten sollte, letztlich aber recht wirkungslos blieb.
Seit 1968 ist sie mit dem Fußballspieler Selim Soydan verheiratet, mit dem sie eine Tochter names Gülşah Alkoçlar, die ebenfalls eine Schauspielerin ist, hat.

## Auszeichnungen (Auswahl)
Koçyiğit wurde insgesamt fünfmal als beste Schauspielerin beim wichtigsten Filmfestival der Türkei in Antalya ausgezeichnet:
- 1964: Frau des Jahres durch den Türkischen Frauenverband
- 1969: Golden Orange Award, Best Actress (International Antalya Golden Orange Film Festival)
- 1973: Golden Boll Award, Best Actress (International Adana Golden Boll Film Festival)
- 1973: Golden Orange Award, Best Actress (International Antalya Golden Orange Film Festival)
- 1975: Golden Orange Award, Best Actress (International Antalya Golden Orange Film Festival)
- 1983: Golden Orange Award, Best Actress (International Antalya Golden Orange Film Festival)
- 1987: Most Successful Actress Award (Three Continents Festival)
- 1988: Best Actress Award (Amiens International Film Festival)
- 1990: Golden Orange Award, Best Actress (International Antalya Golden Orange Film Festival)
- 1991: Staatskünstlerin der Türkei
- 1996: Golden Orange Life Achievement Award (International Antalya Golden Orange Film Festival)

## Filmografie (Auswahl)
- 1963: Saskin baba
- 1963: Trockener Sommer (Susus yaz)
- 1970: Zeyno
- 1971: Üç Arkadaş
- 1975: Es begann um Mitternacht (Çirkin dünya)
- 1976: Ilyas' Schwiegertochter (Gelin)
- 1983: Trost (Derman)
- 1985: Die Frösche (Kurbagalar)
- 2001: Der Wasserfall (Sellale)
- 2003: Die chaotische Klasse (Hababam sinifi merhaba)
- 2007: Hicran sokagi